# Manfred Hofmann (General)

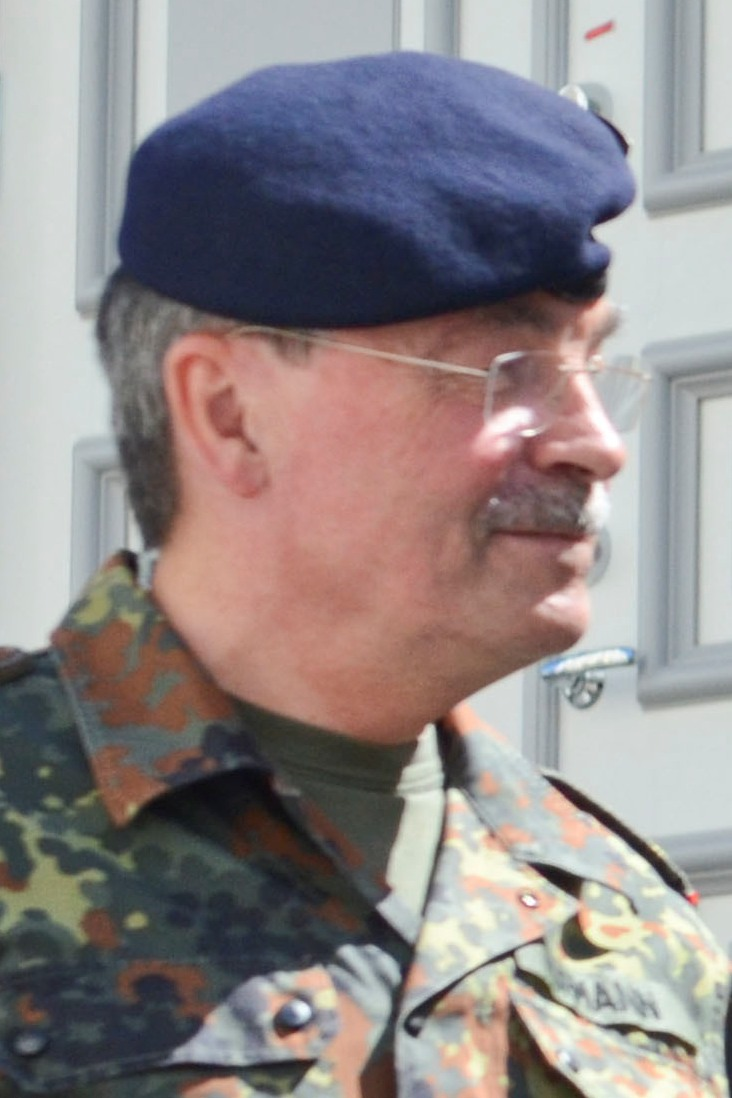
Manfred Hofmann (2016)

Manfred Hofmann (* 18. Juni 1954 in Kaiserslautern) ist ein Generalleutnant des Heeres der Bundeswehr im Ruhestand.

## Militärische Laufbahn

### Ausbildung und erste Verwendungen
Beförderungen
- 1979 Leutnant
- 1981 Oberleutnant
- 1985 Hauptmann
- 1990 Major
- 1993 Oberstleutnant
- 2000 Oberst
- 2005 Brigadegeneral
- 2009 Generalmajor
- 2015 Generalleutnant

Manfred Hofmann trat nach seinem Abitur im Juli 1974 bei der 3. Kompanie des Jägerbataillons 471 in Oberbexbach in den Dienst der Bundeswehr. Nach zweieinhalb Jahren in der Unteroffizierlaufbahn wechselte er in die Offizierslaufbahn und absolvierte den Offizierlehrgang an der Raketenschule der Artillerie in Geilenkirchen. Im Oktober 1977 nahm er an der Universität der Bundeswehr Hamburg ein Pädagogikstudium auf und wurde 1979 zum Leutnant befördert.
Nach Abschluss der akademischen Ausbildung kehrte er 1981 in die Truppe zurück und wurde Raketenoffizier/Artillerieoffizier beim Raketenartilleriebataillon (RakArtBtl) 350 in Montabaur. Im gleichen Jahr erfolgte seine Beförderung zum Oberleutnant. 1985 wurde er Batteriechef der 4. Batterie/RakArtBtl 350 und zum Hauptmann befördert.

### Generalstabsausbildung und Dienst als Stabsoffizier
Von 1988 bis 1990 absolvierte Hofmann an der Führungsakademie der Bundeswehr in Hamburg den 31. Generalstabslehrgang des Heeres. Anschließend wurde er zum Major befördert und als Personalstabsoffizier beim Streitkräfteamt mit Dienstleistung in der Personalabteilung (P III 4/P III 9) des Bundesministeriums der Verteidigung in Bonn eingesetzt. Im Jahr 1992 folgte eine Verwendung als Stabsoffizier für Operationsplanung (G3) beim III. Korps in Koblenz unter dem Kommando von Generalleutnant Peter Heinrich Carstens.
1993 wurde er zum Oberstleutnant befördert und Kommandeur des Raketenartillerielehrbataillons 52 in Idar-Oberstein. 1996 wurde er im BMVg Referent in der Abteilung Personal (P III 1) und 1997 Referent in der Abteilung Personal-, Sozial- und Zentralangelegenheiten (PSZ IV 3). 1999 wurde er Dezernatsleiter der Abteilung I 1 im Personalamt der Bundeswehr in Köln; im Jahr 2000 wurde er zum Oberst ernannt. 2001 wurde er im BMVg Referatsleiter in der Abteilung PSZ IV 4; von 2002 bis 2004 war er Referatsleiter PSZ I 4.

### Dienst im Generalsrang

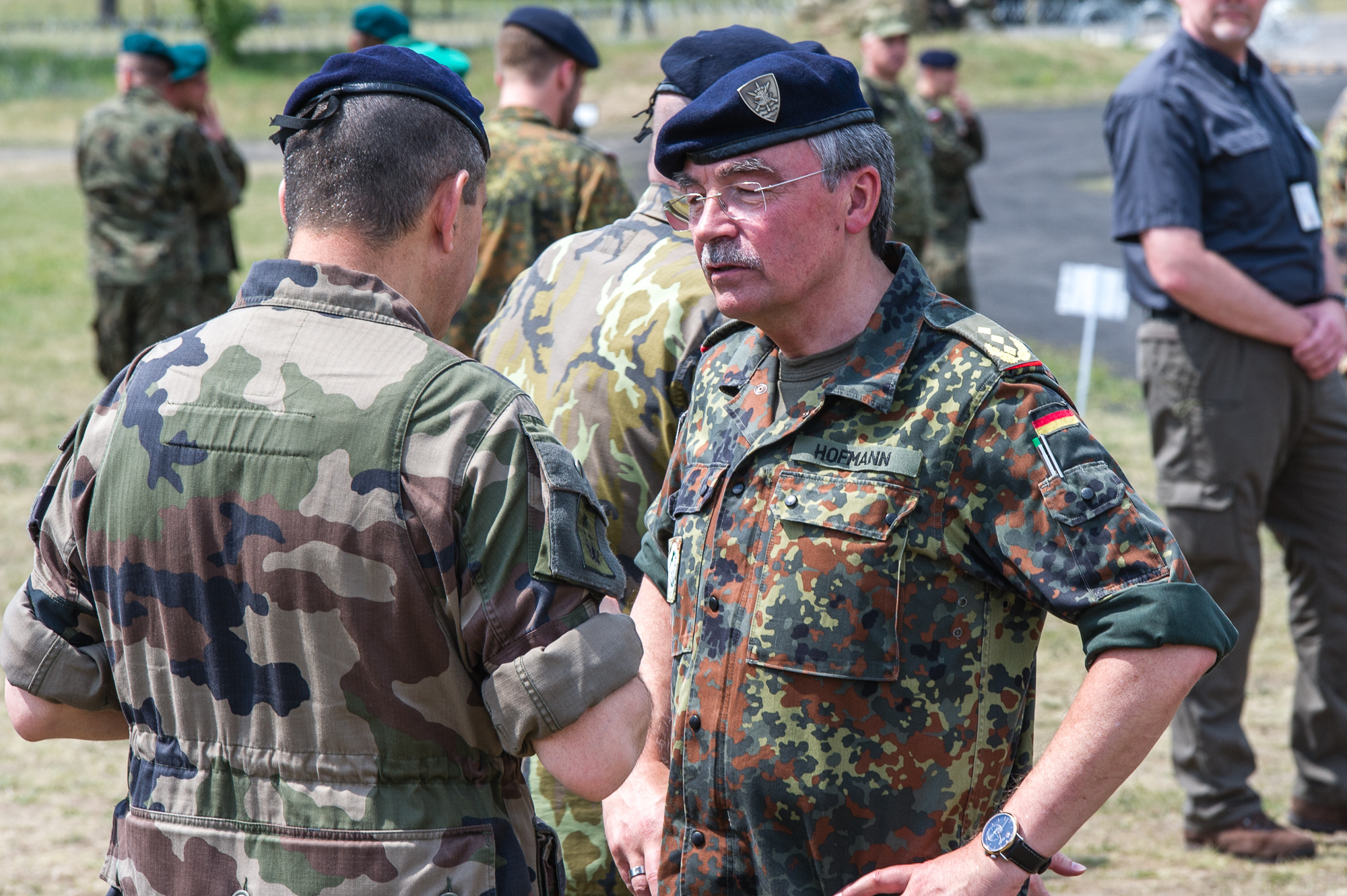
Manfred Hofmann, rechts (2016)

Hofmann erhielt 2004 sein zweites Truppenkommando, als er mit der Führung der Panzerbrigade 21 in Augustdorf betraut wurde, die er von Robert Bergmann übernahm. 2005 wurde er zum Brigadegeneral ernannt. Während dieser Verwendung absolvierte er vom Juli 2005 bis März 2006 seinen ersten Auslandseinsatz im Rahmen der Operation Althea. Dort diente er als Chef des Stabes im Hauptquartier EUFOR in Sarajewo unter dem Kommando des italienischen Generalmajors Gian Marco Chiarini.
Zurück in Deutschland übergab er im Juni 2006 das Kommando über die Panzerbrigade 21 an Jürgen Weigt. Hofmann selbst wurde zum Heeresführungskommando nach Koblenz versetzt und diente dort als Chef des Stabes unter dem Kommando von Wolfgang Otto und Carl-Hubertus von Butler. Am 14. August 2009 übergab er diesen Posten schließlich an  Carsten Jacobson. Hofmann wurde nach Köln versetzt, wo er am 24. September 2009 von Rainer Korff das Kommando über die Stammdienststelle der Bundeswehr übernahm. Mit Wirkung zum 1. Oktober 2009 wurde er zum Generalmajor ernannt. Die Stammdienststelle der Bundeswehr wurde zum 1. Dezember 2012 in das Bundesamt für das Personalmanagement der Bundeswehr integriert, dessen Vizepräsident Hofmann bis zum 31. Mai 2015 war.
Am 13. August 2015 übernahm er als Kommandierender General das Kommando über das Multinationales Korps Nord-Ost von dem polnischen Generalleutnant Bogusław Samol. Das Hauptquartier dieses Korps entwickelte er innerhalb von drei Jahren vom Status „lower readiness“ zu dem eines „high readiness force land headquarters“.
Am 20. September 2018 wurde er in Bonn mit einem Großen Zapfenstreich in den Ruhestand verabschiedet.

## Auszeichnungen
- Ehrenkreuz der Bundeswehr in Silber
- Ehrenkreuz der Bundeswehr in Gold
- Einsatzmedaille der Bundeswehr in Bronze
- Army Commendation Medal (US)
- Medaille zum 100. Jahrestag der Gründung des Polnischen Generalstabs (PL)[6]

## Privates
Manfred Hofmann ist verheiratet.